# Bonner SC 01/04
Pour les articles homonymes, voir Bonner.
Maillots
Actualités
Le Bonner SC 01/04 est un club allemand de football basé à Bonn en Rhénanie-du-Nord-Westphalie.
Le club tire son nom et sa forme actuelle d'une fusion, survenue en 1965, entre deux anciens clubs locaux, le Bonner FV 01 et le Tura Bonn. Le TuRa proveniait d'une fusion en 1921 entre trois entités locales: FC Normannia 03, CfR 04 et Bonner TV.
Depuis le milieu de l'année 2010, le club (essentiellement sa section football) est submergé par les soucis financiers. N'ayant pas reçu de licence, ni pour le 4e, ni pour le 5e niveau, il n'aligne pas d'équipe "Premières" en 2010-2011.

## Repères historiques
- 1901 - 25/03/1901, création du FUSSBALL VEREIN BONN par des membres du BONNER TURNVEREIN.
- 1903 - fondation du FUSSBALL CLUB NORMANNIA 03 BONN.
- 1904 - fondation du FUSBALL CLUB REGINA BONN.
- 1906 - FUSBALL CLUB REGINA BONN changea son nom en FUSBALL CLUB BORUSSIA BONN.
- 1912 - la nouvelle section football du BONNER TURNVEREIN devint autonome et prit part aux compétitions officielles.
- 1914 - La section football du BONNER TURNVEREIN engloba le FUSSBALL CLUB PHÖNIX BONN.
- 1919 - FUSBALL CLUB BORUSSIA BONN fusionna avec le ATHLETIEK VEREIN EICHE pour former le SPORT-CLUB BONN. Peu après, le club prit le nom de CLUB für RASENSPIEL 04 BONN.
- 1919 - le FUSSBALL CLUB NORMANNIA 03 BONN se rapprocha de la section football du BONNER TURNVEREIN.
- 1921 - ce qu'il restait du FUSSBALL CLUB NORMANNIA 03 BONN, la section football du BONNER TURNVEREIN et le CLUB für RASENSPIEL 04 BONN fusionnèrent pour former le BONNER TURNREVEREIN, Abteilung TURN-Und RASENSPIEL, familièrement abrégé par TURN-und RASENSPIEL BONN.
- 1922 - FUSSBALL VEREIN BONN fusionna avec FUSSBALL CLUB GERMANIA BONN pour former FUSSBALL VEREIN BONN 01.
- 1963 - 18/06/1963, FUSSBALL VEREIN BONN 01 fusionna avec le TURN-und RASENSPIEL BONN pour former BONNER SPORT CLUB 01/04.

## Histoire

### Bonner FV 01

#### De 1901 à 1914
Le club fut fondé le 25 mars 1901 au restaurant Vater Arndt. L’initiative de cette fondation venait des membres du Bonner Turn Verein ou Bonner TV. Précédemment, ceux-ci avaient créé, sous la conduite de Oskar Fräsdorf, une équipe de football qui porta le nom de Combinierten Bonner Fußballmannschaft. Le terme "Combiniert" signalait qu’il s’agissait d’une association entre des membres du Bonner TV, des étudiants et des gymnastes. Elle s’était mise en évidence à quelques reprises.
L’équipe de football du Bonner TV exista dès 1896. Elle joua face au Kölner TV et gagna (4-0). Deux ans plus tard, cette formation de Bonn évolua sur la "Exerzierplatz" dans l’Ouest de la localité, pendant le "III. Kongresses des Zentralausschusses für Volks-und Jugendspiele" (littéralement: 3e Congrès du Comité central pour les Jeux populaires et de la Jeunesse). Elle y rencontra le "Fussballclub München-Gladbach"  (futur Borussia) et s’imposa.
Ensuite, l’équipe de Bonn joua à Duisbourg contre le TV local et gagna (1-3). À partir de 1898, la ville de Bonn, sous l’impulsion d'enseignants, dont le Professeur Rudolf Weegmann, décida de soutenir le football. L’équipe joua sur le Kessenicher Feld. Lors du premier match, le Bonner TV battit le Turn Vereinigung Düren (4-1).
À l’automne 1902, le Bonner FV s’affilia auprès de la Rheinisch-Westfälischen Spielverband (RWS) précurseur de l’actuelle Fußball-Verband Mittelrhein (FVM). À cette époque, il joua dans la Bezirk 1. Le cercle perdit de peu le championnat face au Kölner Fc 1899 (0-1). Il prit sa revanche l’année suivante, en gagnant à Cologne (2-4). Grâce à cela le cercle se qualifia pour la finale du Championnat d’Allemagne occidentale, finalement remporté par le Duisburger SpV (0-1).
Lors que la ville de Bonn vendit le terrain du Kessenicher Feld, le Bonner FV s’installa dans la Richard-Wagner-Strasse. Le match inaugural de ses nouvelles installations eut lieu le 17 septembre 1904 ave une rencontre face au Preussen Duisburg.
À cette époque, le Bonner FV aligna souvent une des formations les plus compétitives d’Allemagne occidentale. En 1909, le club remporta le Südkreismeisterschaft et se qualifia pour le Verbandsmeisterschaft. Il fut éliminé par le Duisburger FV (1-3).
En 1911, le Bonner FV fut un des fondateurs de la nouvelle Verbandsliga. Avec une équipe réputée, le cercle organisa, à l’occasion de son 10e anniversaire, des matches amicaux contre le Liverpool (1-5) et les Young Fellows Zürich (2-1).
Lors de la saison 1912-1913, le BFV termina la Verbandsliga à la 3e place. Cette ligue fut alors réorganisée en Kreisligen. Le club termina 2e de sa ligue derrière le Kölner BC et finalement 3e du Westdeutschen Fussballmeisterschaft. 
Le déclenchement de la Première Guerre mondiale arrêta les compétitions et on ne joua pratiquement qu’au niveau local. Durant le conflit, le Bonner FV déplora la perte de 48 de ses membres, dont Oskar Fräsdorf.
Lors des "temps héroïques" d'avant le premier conflit mondial, le Bonner FV compta plusieurs joueurs de valeur, dont deux furent Internationaux: Theo Koenen (1 cap) et Josef Schümmelfeder (5 caps).

#### De 1919 à 1933
Après la fin de la Première Guerre mondiale, Ludwig Trapet reprit la direction du Bonner FV. Celui-ci resta dans les plus hautes divisions de sa région. En 1920, une nouvelle tribune fut inaugurée au terrain de la Richard-Wagner-Strasse, grâce à une collecte de fonds auprès des sympathisants du clubs.
En 1922, le Bonner FV s’unit avec le FC Germania Bonn pour former le Bonner Fussballverein 1901 ou Bonner FV 01. Initialement, le nom de Bonner SV avait été retenu mais les sympathisants protestèrent ce choix. La même année, le cercle de natation "Salamander" rejoignit les rangs du Bonner FV 01mais cette section reprit son indépendance après un an.
De 1922 à 1926, le Bonner FV 01 joua pour la première fois dans la même division que son rival local du TuRa Bonn. En 1925, le FV 01 battit sévèrement (9-1), lors d’un match amical, le FC Arminia Bielefeld, double champion d’Allemagne occidentale 1922 et 1923.
En 1926-1927, la Westdeutsche Spielverband (WSV) organisa sa plus haute division de la Rheinbezirk en trois groupes appelés Bezirksklassen. Alors que le TuRa Bonn fut versé dans le Groupe 1, le Bonner FV 01 évolua dans le Groupe 2. L’absence de derbies souleva des contestations, tout comme la réorganisation de 2 groupes en 1 seul de 13 équipes en 1929. 
Lors de la saison 1931-1932, la plus haute division de la Rheinbezirk fut une nouvelle fois répartie en trois groupes. Dans le tableau 2, le Bonner FV 01 remporta 25 de ses 26 matches, mais ne se classa que finalement que 4e pour l’ensemble de la division.

#### De 1933 à 1945
Dès leur arrivée au pouvoir en janvier 1933, Adolf Hitler et son NSDAP firent sombrer l’Allemagne dans la dictature. Le sport en général et le football en particulier devinrent un organe de propagande et un outil de contrôle de la population. Les Nazis exigèrent la création de seize ligues géographiquement réparties selon les "Gaue" du parti. Ce furent les Gauligen.
Le Bonner FV 01 fut qualifié pour être un des fondateurs de la Gauliga Mittelrhein. Après une défaite (3-4) lors de la journée inaugurale de cette nouvelle ligue, face au Kölner CfR, le club se reprit et termina à la 5e place sur 11 participants.
Le club joua cinq saisons puis fut relégué en 1938. À ce moment, le club, qui avait du quitter la Richard-Wagner-Strasse, jouait dans la Friedrich-Ebert-Allee. Il avait du partager le stade de son rival du TuRa en attendant que le nouveau terrain soit prêt.
Remontant directement en Gauliga, le Bonner FV 01, sous l’appellation temporaire de Spielgemeinschaft Bonn/Sieg, termina deuxième de son groupe derrière le Mülheimer SV 06 en 1940. Deux ans plus tard, la ligue fut scindée en deux. Versé dans la Aachen-Köln, le Bonner FV 01 en fut relégué en 1943.
Après le déclenchement de l’Opération Barberousse et l’envahissement de l’URSS, le condition de jeu devinrent beaucoup plus dépendantes de la disponibilité des joueurs. 383 des 886 membres du Bonner FV 01 furent enrôlés dans les différents corps de troupes.
En vue de la saison 1943-1944, le Bonner FV 01 format une association de guerre (en Allemand: Kriegspielgemeischaft – KSG) avec d’autres cercles. Mais la KSG Bonn ne fut jamais en mesure d’obtenir des résultats convaincants. 
En 1945, le club fut dissous par les Alliés, comme tous les clubs et associations allemands (voir Directive n°23). Il fut rapidement reconstitué.

#### De 1945 à 1963
Beaucoup d’anciens joueurs et/ou membres du Bonner FV 01 ne revinrent jamais de la guerre. D’autres restèrent longtemps prisonniers, comme Peter Herbst qui ne rentra qu’en 1948.
Avec l’accord et l’aide des autorités militaires de la Zone d'occupation britannique en Allemagne, une ligue fut mise sur pied. Les matches reprirent le 4 novembre 1945. Le Bonner FV 01 joua dans une série avec entre autres le SG Düren 99, le BC Euskirchen ou encore une sélection britannique du 5e Régiment de la Guard Brigade.
En 1946, une ligue supérieure fut instaurée dans la zone britannique, ce fut le Fussball Meisterschaft der Britischen Besatzungszone 1946-1947. En dessous, la Fußball-Verband Mittelrhein (FVM), qui était en train de se constituer, organisa une Division avec 51 clubs répartis au sein de 4 groupes. Avec les deux autres fédérations régionales, la Fußballverband Niederrhein et la Fußball-und Leichtathletik-Verband Westfalen, une "Oberliga" fut constituée. À la suite de l’intervention de Peco Bauwens, deux équipes de la Fußballverband Niederrhein furent qualifiés dans la nouvelle ligue: le Bonner FV 01 fut un des deux.
Dans cette nouvelle série, située au 2e niveau, le BFV 01 disputa longtemps la première place avec le SpVgg Sülz 07, club qui en 1947 fusionna avec le Kölner BC pour créer le 1. FC Köln.
En 1949, la Westdeutsche Fußballverband créa trois séries de "Vertragsligen" (littéralement "Ligues avec contrat", donc professionnelles ou semi professionnelles). Le Bonner FV 01 fut repris pour la 2e division appelée 2. Obnerliga West. Versé dans le Groupe 2, le club termina 16e et dernier. Il fut relégué.
En 1950, le Bonner FV 01 joua dans le Groupe 2 de la Rheinbezirksliga Mittelrhein, alors la plus haute ligue amateur de la région. Terminant 6e, le club qui avait du mal à se remettre de sa première expérience professionnelle vit sa section d’Athlétisme devenir indépendante. Lors des deux saisons suivantes, le cercle ne put faire mieux qu’une 8e place. Il fut alors relégué au 4e niveau, la Bezirksklasse en 1954. Ne perdant que quatre points, le Bonner FV 01 remonta directemetn vers le niveau 3, qui avait été renommé Landesliga Mittelrhein.
Pour la première fois, une éventuelle fusion entre le FV 01 et le TuRa fut évoquée, mais les conservateurs des deux camps firent échouer toutes discussions. Le retour du Bonner FV 01 en Landesliga Mittelrhein fut moyen. Il termina 8e, soit une place en dessous du TuRa. À cause de cela, le FV 01 ne fut pas qualifié pour le 3e niveau, unifié en 1956 et baptisé Verbandsliga Mittelrhein. Il retourna au niveau 4 qui avait hérité du nom de Landesliga Mittelrhein.
Le cercle domina sa série qu’il remporta et conclut avec un total record de 135 buts marqués et 42 concédés. En vue de la saison 1957-1958, il remonta donc en Verbandsliga Mittelrhein. Son retour fut positif. Le BFV 01 termina dans la foulée du champion, le SV Bergisch Gladbach 09.
En 1959, le Bonner FV 01 fut sacré champion de la Verbandsliga Mittelrhein. Lors du tour final, il se classa 2e derrière le TuS Duisburg 48/99 avec lequel il fut promu en 2. Oberliga West.
Pour ce retour dans le giron des "Vertragligen", Bonner FV 01 se maintint durant quatre saisons. À la fin du championnat 1962–1963, la 2. Oberliga West fut dissoute et remplacée par la Regionalliga West. Le FV 01, endetté et dernier classé, ne fut pas repris dans la nouvelle ligue et redescendit en Verbandsliga Mittelrhein.
Après une saison passée à lutter pour se maintenir au 3e niveau et un sauvetage assuré lors d’un barrage au Véléodrome de Cologne contre le SV Baesweiler 09 (2-1), le club se tourna vers son rival et voisin. Le projet de fusion revint sur la table et aboutit. Le 18 juin 1965, le Bonner FV 01 et le TuRa Bonn fusionnèrent pour former le Bonner SC 01/04.

### TuRa Bonn
L’année de fondation de ce club est 1904, mais il ne porta le nom de Turn-und Rasenspiel Bonn ou TuRa Bonnqu’à partir de 1921 lors de la fusion regroupant trois clubs.

#### De 1904 à 1921

##### FC Normannia 03
Le 31 mai 1903, le FC Normannia 03 fut fondé au restaurant "Zum Lukas", par l’étudiant Wilhelm Rick et quelques-uns de ses camarades. Les couleurs du club furent Jaune et Noir. Le premier match fut joué sur un site se trouvant derrière l’abattoir de la ville contre le FC Rhenania. Un an plus tard, le FC Normannia 03 quitta ce site qui n’était pas en rapport avec les exigences de la  Rheinisch-Westfälischen Spielverbands (RWS). Le cercle partagea alors le Kessenicher Feld avec le Bonner FV 01 et le FC Germania Bonn. Ensuite, il trouva refuge à la Adolfplatz (plus tard renommée Frankenplatz).
Sportivement, le FC Normannia 03 évolua au 3e niveau de l’époque voir plus bas encore. La plus haute division atteinte fut le Bezirksmeisterschaft (niveau 2).
En 1907, le FC Normannia 03 fit partie d’une fédération appelée "Bonner Verband", en compagnie d’autre clubs de la localité et d’autres localisés à Neunahr et à Düren qui avait pour but de rivaliser avec la Rheinisch-Westfälischen Spielverbands (RWS). Mais comme celle-ci interdit à ses membres de jouer contre les dissidents, ceux-ci n’eurent d’autres choix que de rentrer au bercail.
En plus de ses rencontres régulières, le FC Normannia 03 rencontra plusieurs fois des sélections militaires. Durant la Première Guerre mondiale, le club perdit de 54 à 60 de ses membres, tués ou gravement blessés au combat. 
À partir de 1919, le FC Normannia 03 connut de plus en plus de difficultés à aligner une formation compétitive. Le club se rapprocha de la section football du Bonner TV avec laquelle il finit par fusionner en 1921.

##### Borussia puis CfR 04
Ce club fut créé, en 1904 dans la vieille ville de Bonn (Alstadt) par Robert Bowinkelmann et ses frères, Peter et Heinrich, sous le nom de FC Regina Bonn. En 1906, le club fut renommé FC Borussia Bonn. Le cercle participa aux compétitions officielles. Il joua ses matches sur un terrain situé an der Kölnstrasse (familièrement appelé "Kölle-Platz"), endroit qui est de nos jours le "Sportpark Nord" où les installations du Bonner SC 01/04.
En 1908, le FC Borussia rejoignit la Rheinisch-Westfälischen Spielverbands (RWS) et fut versé dans une ligue au 3e niveau. L’équipe porta des maillots rouges décorés d’un aigle prussien. Le cercle monta d’une division. Il s’installa à son tour à la Adolfplatz après être parvenu à décrocher sa place en A-Klasse, la plus haute division régionale de l’époque.
En 1912, le FC Borussia Bonn joua le titre en A-Klasse mais s’inclina (2-1, après prolongations) contre Vingst 05, un club de Cologne.
Durant la Première Guerre mondiale, le FC Borussia paya un lourd tribut à la folie guerrière et perdit de très nombreux membres. La participation aux championnats s’avéra plus difficile et la qualité de l’équipe diminua fortement. L’interdiction prononcée par la ville de jouer sur la Adolfplatz obligea le club à louer les installations du FC Germania Bonn et donc d’encourir une charge financière supplémentaire. Malgré ces difficultés, le Borussia Bonn remporta la A-Klasse en 1917.
Après le conflit, le cercle fusionna avec la section football du AV Eiche qui était à l’origine un club de "Schweratletiek" (essentiellement des sports de force) pour former le Sport-Club Bonn ou SC Bonn. Peu après, le club se renomma Club für Rasenspiele 04 Bonn ou CfR 04 Bonn. Il aligna de nouveau des équipes compétitives.
En 1920, il rejoua dans la plus haute division régionale. Le cercle s’installa ensuite dans la Bornheimer Strasse. Son nombre d’affiliés augmenta. Toutefois, le CfR 04 Bonn dut redescendre au 2e niveau. Il se rapprocha alors de la section football du Bonner Turnverein.

##### Bonner TV
Après la création du Bonner FV, en mars 1901, le Bonner TV conserva une section football qui agit à partir de 1912 comme une entité autonome et participa aux compétitions officielles. L’équipe joua en Noir et Blanc à la "Kölle-Platz".
En janvier 1914, le FC Phönix Bonn rejoignit la section football du Bonner TV ce qui améliora la qualité de l’équipe. 
Après la Première Guerre mondiale, le club ne connut plus le même succès. En 1919, le club reçut de l'aide, en la personne de membres du FC Normannia 03, club également en difficultés depuis la fin du conflit. 
Le club s’installa à la Lievlingsweg et y entreprit l’érection d’un nouveau stade qui fut inauguré le 8 mai 1921 devant 10 000 spectateurs. Trois jours avant cette festivité, le CfR 04 Bonn avait rejoint la section football du Bonner TV. L’équipe prit alors le nom de Bonner Turnverein e.V, section Turn-und Rasenspiele. Cette dénomination fut rapidement abrégée en TuRa Bonn.

#### De 1921 à 1933
Bien que la fusion formant le TuRa Bonn eut lieu en 1921, la création ne fut officialisée que par une Assemblée Générale tenue en mai 1922.
Comme le CfR 04 avait été relégué de la A-Klasse, le club nouvellement formé dut y regagner sa place. Ce fut chose faite après une victoire lors d’un barrage contre le TSV 93 Köln (6-3).
Le club subit alors les effets d’un grand litige entre les responsables de la Gymnastique du Deutsche Turnerschaft et ceux des autres disciplines, principalement du Football. Ce fait resta dans l’Histoire du sport allemand sous le nom de Reinliche Scheidung. De nombreux clubs de gymnastique comptant une section football furent contraints de voir celle-ci s’en aller de manière indépendante. Le TuRa Bonn trouva finalement une astuce juridique pour contourner le problème. Le club se scinda en trois sections juridiquement distinctes, mais avec la même direction ! La section "Rasenspiel 04" fut la seule à rester affiliée à la 
Westdeutschen Spielverband. 
Sportivement, jusqu’en 1926, le TuRa Bonn connut des résultats variables dans la plus haute division. Ce fut l'époque des premiers derties "FV 01-TuRa". Mais en raison de la curieuse répartition dans les séries, les deux clubs ne jouèrent plus dans le même groupe pendant plusieurs saisons. 
Le stade de la Lievingsweg fut totalement modernisé. le 24 juillet 1927, il fut inauguré sous le nom de "Schmidt-Schneiders-Stadion". 
En 1930, la plus haute ligue fut ramenée à une série unique. Le TuRa s’y qualifia avec une excellente équipe. Lors de la saison suivante, la ligue fut de nouveau scindée. Le cercle termina en milieu de classement de sa poule.

#### De 1933 à 1945
Après l’arrivée au pouvoir des Nazis, en 1933, le club ne fut pas directement qualifié pour la nouvelle Gauliga Mittelrhein. Il dut patienter jusqu’à 1935 pour y accéder. Il y évolua alors six saisons puis fut relégué en 1941.

#### De 1945 à 1963
En 1945, le club fut dissous par les Alliés, comme tous les clubs et associations allemands (voir Directive n°23). Il fut rapidement reconstitué.
Le club reprit dans les ligues amateurs de sa région, qui devinrent les Bezirksklasse de la Fußball-Verband Mittelrhein (FVM).
Le 16 juillet 1949, l’assemblée générale du TuRa Bonn décida de ne pas s’aventurer dans le "Vertragfussball" (football professionnel) et de rester dans les ligues amateurs.
Après une saison 1949-1950 décevante, le TuRa Bonn se reprit et termina 2e derrière le SSV Troisdorf 05 la saison suivante, alors que le rival du FV 01 était à bonne distance derrière.
En 1951-1952, le club se livra à un coude à coude épique avec le Godesberger FV durant toute la saison. Les deux clubs terminèrent à égalité et en fonction du règlement de l’époque, un match d’appui dut les départager. Le TuRa s’imposa (3-0) à Beuel. Donné favori pour la finale de la Landesliga Mittelrhein contre le SV Viktoria Alsdorf, le club de Bonn perdit le match aller (0-1), se déplaçant plein d’optimisme et convaincu qu’il allait inversé la tendance, le cercle fut une nouvelle fois battu sur un score étonnant de (7-2)
Après avoir terminé 5e en 1952, le TuRa Bonn fut vice-champion l’année suivante derrière le SC Rapid Köln. Avant la dernière journée, Bonn comptait un point de retard et s’imposa (3-2) contre Godesberger FV. Le titre était à portée. Mais le Rapid s’imposa aussi dans un derby contre le Fortuna Köln (4-2). Malgré l’échec dans la conquête du titre, les fans du TuRa firent la fête car le rival du Bonner FV 01 était relégué au 4e niveau, ce qui confirmait la suprématie du TuRa à Bonn.
En 1955, le TuRa Bonn dut encore vice-champion de la Landesliga Mittelrhein, ce fois derrière le SV Bergisch Gladbach 09. Ensuite, le cercle de la capitale fédérale recula dans le tableau et ne se classa que 7e l’année suivante. C’était tout juste suffisant pour rester au 3e niveau qui devenait à ce moment une ligue unique nommé Verbandsliga Mittelrhein.
Le rival du Bonner FV 01 avait raté le bon wagon mais il fut souverainement champion au 4e niveau et remonté. Les deux clubs de Bonne se retrouvèrent en Verbandsliga Mittelrhein en 1957-1958. Le FV 01 termina vice-champion, alors que le TuRa échoua à l’avant dernière place et descendit au niveau 4.
En 1958-1959, la ville de Bonn fut doublement à la fête. Alors que le Bonner FV 01 remporta la Verbandsliga et, après le tour final, monta au 2e niveau, le TuRa Bonn remporta magistralement, avec 6 points d’avance sur le SV Schlebruck, sa série de Landesliga et revint au 3e étage. 
En 1960, le TuRa termina quatrième après avoir connu un départ difficile (3 défaites). Après une année de transition, le club brilla en 1961-1962. Sous la conduite de l’entraîneur Fritz Machate, un ancien joueur du FC St-Pauli et du Dresdner SC, le cercle corrigea un mauvais départ par une impressionnante série de 10 victoires consécutives remporta la Verbandsliga Mittelrhein. Dans la foulée, le TuRa remporta le tour final pour la montée en 2. Oberliga West, mais fidèle à ses choix de rester amateur, le club renonça à monter. Qualifié pour le Championnat d’Allemagne Amateur, le club brilla. Il s’imposa au Weserstadion contre le SV Werder Bremen Amateure (1-2) et atteignit la finale organisée au stade "am Zoo" de Wuppertal. Face aux berlinois du SC Tegel, le TuRa Bonn s’inclina de peu (0-1) à la suite d'un but marqué sur un coup franc direct, mais s’enorgueillit de son titre de Vice-Champion d’Allemagne Amateur.
Le club fut vice-champion de la Verbandsliga Mittelrhein en 1963 et en 1964 derrière le SG Düren 99 puis le SV Schlebusch. En 1965, le TuRa Bonn termina septième.
Le 18 juin 1965, le TuRa Bonn unit sa destinée à celle de son ancestral rival du Bonner FV 01 pour former le Bonner SC 01/04.

### Bonner SC 01/04
Le club fusionna adopta le nom de Bonner Sport-Club 1901-1904 ou Bonner SC 01/04. En guise de logo, on choisit les armoiries de la Ville de Bonn. Les couleurs retenues furent le Rouge et le Bleu.
En plus du football, le club proposa une section Athlétisme, une de Basket-Ball, une de Tir. À partir de 1966, un département Tennis de table fut créé puis l’année suivante, le rugby à XV fit son apparition.
Malgré la grande rivalité des temps désormais passés, la création du Bonner SC souleva l’enthousiasme dans la ville, voire de l’euphorie. Le club s’installa au Gronaustadion. Des plans et projets du stade ultramoderne furent établis avec l’ambition d’avoir une enceinte de 30 000 places. 
Pour sa première saison, en 1965-1966, le Bonner SC commença en Verbandsliga Mittelrhein. Il termina vice-champion derrière SG Düren 99. Comme ce club refusa de monter, le BSC 01/04 le remplaça au tour final. Il s’y présenta sans aucune chance. Mais comme le Fortuna Düsseldorf et le Rot-Weiss Essen avaient décroché la montée vers la Bundesliga, la 2e place fut qualificative pour la Regionalliga West. Le Bonner SC disputa un barrage contre le VfB Bottrop mais s’inclina lourdement (5-0). La chance et l’imbroglio administratif s’en mêla la Westdeutscher Fußball-und Leichtathletikverband (WFLV), la fédération régionale décréta que comme le VfB Bottrop avait terminé en position de "relégué", il devait descendre et que le match d’appui n’avait pas de valeur. Le Bonner SC fut ainsi promu en Regionalliga West !
La saison 1966-1967, fut difficile au sein du football rémunéré. Malgré la présence de quatre anciens joueurs professionnels du FC Schalke 04, le Bonner SC dut attendre la 10e journée pour remporter son premier match (1-0, contre le Viktoria Köln). En dépit d’un étonnant succès en déplacement à Alemannia Aachen, le club finit 17e sur 18 et redescendit en Verbandsliga Mittelrhein
En 1967-1968, sous la direction de l’entraîneur, Helmut Gans, le Bonner SC joua la tête en compagnie de Düren 99 et du A. FC Köln Amateure. Un partage (1-1) contre le Bayer Leverkusen lors de la dernière journée assura le titre. Lors du tour final, malgré une défaite et trois partages, le BSC 01/04 décrocha le montée en compagnie de l’Eintracht Duisburg 1848 devant le SSV Hagen et le SpVgg Erkenschwick.
Afin de se maintenir en Regionalliga West, le club effectua quelques transferts. Ainsi arriva d’Alemannia Aachen, l’ancien International uruguayen, Horacio Troche (49 caps). Lors de la World Cup 1966, ce joueur s’était fait remarquer pour avoir giflé l’idole allemande Uwe Seeler. Malgré ses renforts, le Bonner SC lutta pour son maintien. Il joua trois saisons puis fut relégué en 1971.
Durant cette période, le club de la Capitale fédérale ouest-allemande fut choisi pour effectuer une tournée en URSS dans le cadre d’un programme de détente Est/Ouest. Le Bonner SC se produisit ainsi au Zenit Leningrad, mais aussi au Rotor Volgograd, dans l’ancienne Stalingrad.
Redescendu au 3e niveau, le club termina septième en 1973. La saison suivante, le cercle lutta pour décrocher la montée vers le niveau 2 qui allait devenir la 2. Bundesliga. Il échoua comme vice-champion du Bayer 04 Leverkusen qui ne monta finalement pas. La saison suivante, la direction du BSC 01/04 avait annoncé les ambitions: monter. Ce fut l’échec alors qu’un autre point soulevait des inquiétudes: la moyenne d’assistance aux matches avait fortement chuté.
En 1976, le Bonner SC 01/04 décrocha sa qualification pour le tour final. Il s’y classa 2e derrière le VfL Wolfsburg et devant le 1. FC Bocholt et monta en 2. Bundesliga Nord. Il ne put s’y maintenir à la fin de la saison suivante car la Fédération ne lui accorda plus la licence requise.
Le cercle rejoua en Verbandsliga Mittelrhein jusqu’en 1978 où il fut qualifié pour une ligue nouvellement créée au 3e étage de la pyramide du football allemand: l’Oberliga Nordrhein. Au bout de la 3e saison, le club redescendit en Verbandsliga Mittelrhein, donc au  niveau 4.
En 1985, le Bonner SC remporta le titre en Verbandsliga et retourna en Oberliga Nordrhein. Il y séjourna jusqu’en 1991 puis fut relégué. Il remonta directement termina dans la première partie du tableau jusqu’en 1994.
À ce moment, une réforme des ligues intervint avec l’instauration des Regionalligen au 3e niveau. Le BSC 01/04 fut repris pour être versé en Regionalliga West-Südwest. Après deux saisons, en 1996, il recula en Oberliga Nordrhein dont il conquit le titre directement. La remontée au 3e niveau ne dura qu’une saison.
En 2000, le club fut relégué en Verbandsliga Mittelrhein, c'est-à-dire au 5e niveau dont il put ressortir l’année suivante. Le Bonner SC 01/04 passa alors quatre saisons entre milieu de classement et lutte pour le maintien en Oberliga Nordrhein, où il termina vice-champion derrière le  Borussia Mönchengladbach II en 2006. 
En 2008, une nouvelle réforme des ligue eut lieu avec la création de la 3. Liga, en tant que "Division 3". Le Bonner SC fut reversé en Oberliga Nordrhein/Westfalen, une ligue située au 5e niveau et qui fut rebaptisée "NRW-Liga". Le club en remporta le titre en 2009 et monta en Regionalliga West. Le club y assura son maintien avec une 10e place.
Mais le 4 juin 2010, la fédération annonça que le BSC 01/04 ne répondait plus aux critères (essentiellement économiques) pour recevoir la licence lui permettant de jouer au 4e niveau. Le club n’avait plus le même soutien de John Viol son Président depuis 1995. Connaissant des difficultés financières Viol se retira et fut remplacé par Tobias Kollmann, un Professeur de Marketing et expert en financement du Football.
En 2010-2011, le Bonner SC 01/04 évolue en Regionalliga West, soit au 4e niveau de la hiérarchie de la DFB. Censé redescendre en NRW-Liga, le club se rendit compte qu’il n’aurait pas non plus la possibilité d’obtenir la licence pour ce niveau. Une demande de faillite fut introduite au Tribunal de Commerce de Bonn. Le 23 juillet 2010, la direction du BSC 01/04 fit savoir que le club n’alignerait pas d’équipe "Premières" en 2010-2011. De leur côté, les équipes de jeunes de la section football tout comme la section Tennis de table poursuivent leurs activités.
L’entraîneur de l’équipe "Premières", Karsten Hutweilker fut nommé à la tête de l’équipe des "moins de 19 ans" et commença à travailler en collaboration avec le Directeur sportif, Mike Rietpietsch à une reconstruction de la section football. Via un compte spécial, tout est mis en œuvre pour assurer le financement des équipes de jeunes et d’assurer la survie du Bonner SC 01/04.
Toutefois, en novembre 2010, Mike Rietpietsch et Alexander Ogrinc annoncèrent qu’ils quittaient le club "pour raisons personnelles". En fait, les créances sont semble-t-il plus élevées qu’initialement pensé. Peu après, Karsten Hutwelker s’en alla également. Il fut remplacé par Tomek Kaczmarek.
Durant la saison 2011/12, le Bonner SC, après la clôture de la procédure d'insolvabilité, a joué avec sa première équipe en Landesliga Mittelrhein (6e division), avec sa deuxième équipe en Bonner Kreisliga B (9e division) et avec ses équipes de jeunes A et B respectivement en Bundesliga (1e division). Les juniors A (U19) ont été entraînés de janvier à début mars 2012 par l'ancien joueur de l'équipe nationale de football Jürgen Kohler. Il a quitté cette fonction après seulement quelques semaines ; il a justifié cette décision par une forte sollicitation professionnelle en tant que représentant d'entreprise et co-commentateur TV. Ses anciens assistants Alexander Halfen et Kourosch Hosseini ont poursuivi le travail. En 2012, la première équipe de la Landesliga a été entraînée par Deniz Bakir, qui est revenu du SG Bad Breisig au Bonner SC. A la fin de la saison, la quatrième place a été atteinte dans la Landesliga,et la saison suivante, en 2012/13, le championnat de la Landesligastaffel 1.
Après de brefs engagements d'Idris Dogan (6 mois) et de Dalibor Karnay (12 mois) en tant qu'entraîneur, Daniel Zillken a repris ce poste en juillet 2014. Après la montée en cinquième division de la Mittelrheinliga, le BSC a remporté le championnat d'automne lors de la deuxième saison 2014/15 et a terminé à la deuxième place du classement, ce qui ne lui a pas permis de monter. Lors de la même saison de la Coupe du Rhin moyen, le BSC s'est hissé jusqu'en finale, mais a perdu 4-1 contre le FC Viktoria Cologne.
Lors de la 28e journée de la saison 2015/16, le club a assuré sa promotion en Regionalliga West, la quatrième division, grâce à un match nul contre le Spvg Wesseling-Urfeld, et a également remporté le championnat avec 63 points.

## Palmarès

### Bonner FV 01
- Champion de la Verbandsliga Mittelrhein (III): 1959.
- Champion de la Landesliga Mittelrhein (IV): 1957.

### TuRa Bonn
- Vice-champion d'Allemagne Amateur: 1962.
- Champion de la Verbandsliga Mittelrhein (III): 1962.

### Bonner SC 01/04
- Champion de la Verbandsliga Mittelrhein (III): 1968, 1972, 1976.
- Champion de l'Oberliga Nordrhein (III): 1997.
- Champion de l'Oberliga Nordrhein (III): 2006.
- Vice-champion de la Verbandsliga Mittelrhein (III): 1966, 1975.
- Champion de la Verbandsliga Mittelrhein (IV): 1985, 2001.
- Vice-champion de la Verbandsliga Mittelrhein (IV): 1984, 1992.
- Champion de la NRW-Liga (IV): 2009.